# 너와 나 (1941년 영화)
너와 나(You And Me)는 한국에서 제작된 허영 감독의 1941년 영화이다. 문예봉 등이 주연으로 출연하였고 전중삼랑 등이 제작에 참여하였다. 전주영화제 소개 제목은 그대와 나이다.

## 출연

### 주연
- 문예봉
- 이향란
- 김신재
- 산삼용

## 제작진
- 조명: 김성춘